# Nacionalno prvenstvo ZDA 1915
Nacionalno prvenstvo ZDA 1915 v tenisu.

## Moški posamično
William Johnston :  Maurice McLoughlin  1-6 6-0 7-5 10-8

## Ženske posamično
Molla Bjurstedt Mallory :  Hazel Hotchkiss Wightman  4-6, 6-2, 6-0

## Moške dvojice
William Johnston /  Clarence Griffin :  Maurice McLoughlin /  Tom Bundy 2–6, 6–3, 6–4, 3–6, 6–3

## Ženske dvojice
Hazel Wightman /  Eleonora Sears :  Helen Homans McLean /  G. L. Chapman 10–8, 6–2 

## Mešane dvojice
Hazel Wightman /  Harry Johnson :  Molla Bjurstedt /  Irving Wright 6–0, 6–1